# Heksenspel

Touwfiguur

Het heksenspel is een behendigheidsspel voor een of meerdere personen, waarmee met een aan elkaar geknoopt koord touwfiguren worden gemaakt. Het is een oude vaardigheid die bij bijna alle bevolkingsgroepen over de hele wereld voorkomt. Bekende touwfiguren zijn kop en schotel, strijkplank en eiffeltoren, maar er zijn duizenden verschillende figuren bekend.